# Heping (socken i Kina, Guangxi, lat 22,42, long 107,35)
Heping (kinesiska: 和平乡, 和平) är en socken i Kina. Den ligger i den autonoma regionen Guangxi, i den södra delen av landet, omkring 110 kilometer sydväst om regionhuvudstaden Nanning.
Genomsnittlig årsnederbörd är 1 982 millimeter. Den regnigaste månaden är augusti, med i genomsnitt 419 mm nederbörd, och den torraste är januari, med 25 mm nederbörd.